# اسما رسمیه طرزی
اسما رسمیه طرزی دختر شیخ محمدصالح، متولد دمشق یا شام و همسر دوم محمود طرزی روشنفکر و روزنامه‌نگار بزرگ افغان بوده‌است. سال ۱۸۹۱ با محمود طرزی ازدواج کرد. او مادر ملکه ثریا و از زنان برجسته و پیشرو بود. او نخستین معلم زن در نخستین مکتبخانه دختران افغان و مدیر مسئول نخستین نشریه زنان افغانستان شد.
در ژانویه ۱۹۲۱ که نخستین مکتب دخترانه در تاریخ افغانستان در شهر کابل در ناحیه شهرآرا گشایش یافت این مکتب پنجاه نفر شاگرد داشت، شاگردان مرکب بودند از دختران خردسال و زنان جوان. اسما رسمیه محمود طرزی که در خارج از افغانستان تحصیل کرده بود اداره و تدریس این مکتب را به عهده داشت و همچنین یک تعداد معلم‌های ترک، آلمانی و هندی در آنجا تدریس می‌کردند.
در همین سال به همت ملکه ثریا طرزی به نشر نخستین مجله مخصوص زنان بنام «ارشاد نسوان» اقدام شد که مسئولیت آن نیز بعهده اسما رسمیه طرزی بود و نخستین شماره آن در ۱۷ مارس ۱۹۲۱ به نشر رسید. این نشریه به شکل مجله یا هفته نامه تا سال ۱۹۲۵ میلادی به نشر ادامه داد.